# Jameis Winston
Pour les articles homonymes, voir Winston.
(en) Statistiques sur pro-football-reference
Jameis Lanaed Winston, dit « Jameis Winston », né le 6 janvier 1994 à Hueytown (Alabama), est un sportif professionnel américain de football américain jouant au poste de quarterback dans la National Football League (NFL) depuis la saison 2015 et pour la franchise des Giants de New York depuis la saison 2025.
Il naît et grandit dans État de l'Alabama mais intègre cependant l'université d'État de Floride où il joue au football américain universitaire pour les Seminoles de Florida State au sein de la NCAA Division I FBS pendant les saisons 2013 et 2014. Il réalise une excellente saison pour sa première année puisque les Seminoles finissent seule équipe invaincue du championnat (13 victoires pour aucune défaite) se qualifiant pour la finale nationale (BCS National Championship Game) jouée contre les Tigers d'Auburn.
Il remporte en décembre 2013 le trophée Heisman récompensant le meilleur joueur universitaire de la saison devant le précédent lauréat Johnny Manziel notamment. Il est le deuxième et le plus jeune (19 ans) joueur à remporter ce trophée au cours de sa première saison.
Il se présente à la draft 2015 de la NFL où il est choisi en premier choix global par la franchise des Buccaneers de Tampa Bay où il joue lors des saisons 2015 à 2019. Winston rejoint ensuite les Saints de La Nouvelle-Orléans où il alterne en tant que titulaire et réserviste pendant quatre saisons (2020-2023), signe ensuite en 2024 un contrat d'un an avec les Browns de Cleveland et rejoint dès 2025 les Giants de New York.
Winston a également joué au baseball au poste de lanceur partant pour l'université d'État de Floride.

## Débuts sportifs
Winston voit le jour dans la ville de Bessemer en Alabama le 6 janvier 1994. Il suit des études au lycée d'Hueytown où il joue à la fois au football américain et au baseball.
Il est considéré comme la meilleure recrue quarterback dual-threat possible du pays par Rivals.com et comme la meilleure recrue quarteback possible par ESPN.
Il reçoit aussi le titre de quarterback MVP lors du camp ESPN RISE Elite 11, et gagne le prix du Joueur de l'année Gatorade de l'État d'Alabama.
Il gagne le championnat avec son équipe de Hueytown lors de sa saison junior.
Winston s'engage à intégrer l'Université d'État de Floride le 3 février 2012.
Cependant, les Rangers du Texas (équipe de baseball professionnel évoluant dans la Major League de Baseball), le choisissent lors du 15e tour de la draft 2012 de MLB des joueurs d'écoles secondaires. Bien que les Rangers lui aient proposé de l'autoriser à jouer pour les Seminoles de Florida State tout en travaillant avec leur organisation de baseball, Winston décide de ne pas signer chez eux , et s'engage avec les Séminoles.

## Carrière universitaire

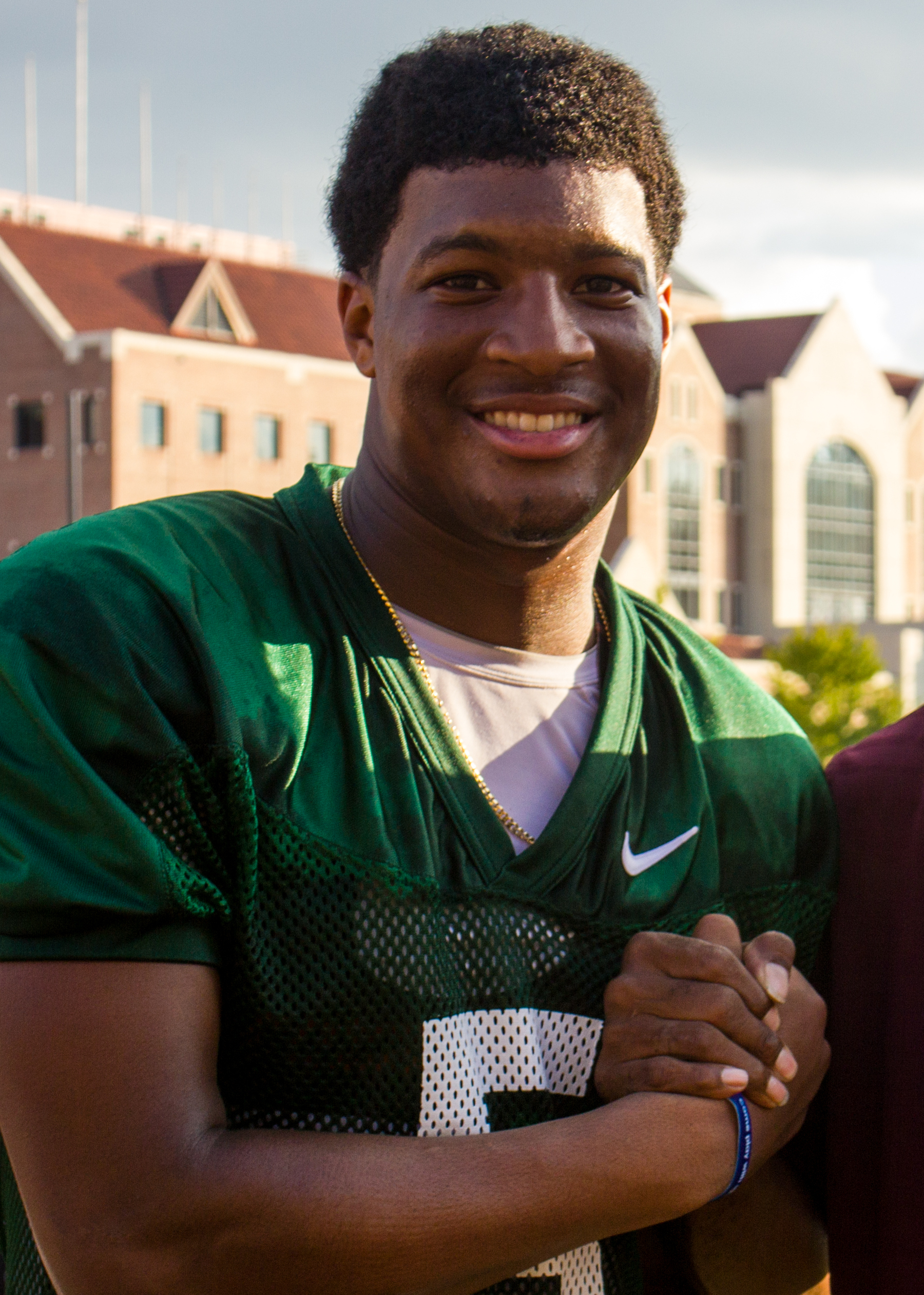
Winston en NCAA.

Il intègre l'université d'État de Floride en 2012 mais ne joue pas la première saison (redshirt). Son mentor au sein de l'équipe est le quarterback E. J. Manuel.
Il joue quelques matchs de baseball au poste de joueur de champ extérieur ou lanceur de relève, mais se révèle surtout dans l'équipe de football américain des Seminoles de Florida State, en tant que quarterback.

### 2013
Avant le début de saison, Winston est désigné comme titulaire pour le poste de quarterback des Seminoles,.
Lors de son premier match en 2013, il réussit 25 passes sur 27 et réalise 5 touchdowns (4 à la passe et un à la course) contre les Panthers de Pittsburgh.
Il finit sa première saison avec un total de 3 820 yards et 38 TDs à la passe, établissant un nouveau record de l'Atlantic Coast Conference et un nouveau record en tant que joueur de première année pour l'ensemble du championnat NCAA. Il marque aussi 4 TDs à la passe, et court pour 193 yards.
La saison régulière se termine sur un bilan de 13 victoires et aucune défaite (seule équipe invaincue en 2013), remportant le championnat de la conférence ACC contre les Blue Devils de Duke sur le score de 45 à 7. Il gagne ensuite la finale nationale (le BCS National Championship Game 2014), 34 à 31, battant les Tigers d'Auburn et décrochant le titre de meilleur joueur offensif du match (2 TDs et 235 yards gagnés),.
Winston termine son année freshman avec un bilan de 4 057 yards à la passe et 40 TDs à la passe, établissant le nouveau record de l'ACC ainsi que de le nouveau record freshman de la Division I (FBS) de NCAA.
Le 14 décembre 2013, il remporte le Trophée Heisman devant d'autres QB plus expérimentés dont l'ancien lauréat Johnny Manziel,. Il devient le plus jeune joueur à remporter ce prestigieux trophée à 19 ans et 342 jours.
Il remporte de nombreuses distinctions à l'issue de cette première saison : 
- Trophée Walter Camp Award 2013
- Trophée Davey O'Brien Award 2013
- Trophée Manning Award 2013
- Joueur de l'année 2013 en ACC et en NCAA
- Joueur offensif de l'année 2013 en ACC et en NCAA
- Rookie de l'année 2016 en ACC et en NCAA
- MVP de la finale 2013 de la conférence ACC.
- Joueur de l'équipe type 2013 de l'ACC
- Joueur de l'équipe-type All-American de la saison 2013.
- Joueur de l'année 2013 décerné par l'Associated Press
- Joueur de l'année 2013 décerné par Sporting News
- Champion 2013 de l'ACC
- Vainqueur de l'Orange Bowl 2013
- Vainqueur du BCS National Championship 2014
- MVP offensif du BCS National Championship 2014

### 2014
Winston débute les 13 matchs de sa saison sophomore mais manque un match à cause d'une suspension.
La saison régulière se clôture à nouveau sur un bilan de 13 victoires sans défaite. Ils sont qualifiés pour jouer le Rose Bowl 2015 (demi-finale du College Football Playoff) contre les  Ducks de l'Oregon. Oregon gagne le match 59 à 20. Cette défaite est la seule de sa carrière universitaire en tant que titulaire. Il termine ainsi sa saison avec un bilan de 3 907 yards à la passe et 25 TDs à la passe.
Après la saison il décide de se présenter à la draft 2015 de la NFL,.
Son bilan global universitaire (sur seulement deux années) est de 26 victoires pour une seule défaite en tant que titulaire. Il a réussi 562 des 851 passes tentées pour un gain net de 7 964 yards, 65 TDs pour 28 interceptions.
Fin de saison, il reçoit les trophées suivant :
- Joueur de l'équipe type 2014 de l'ACC
- Athlète de l'année 2014 de l'ACC
- Champion 2014 de l'ACC

### Statistiques en NCAA
| Année          | Équipe         | Statut         | MJ |         | Passes   | Passes | Passes | Passes | Passes | Passes | Passes  |       | Courses | Courses | Courses | Courses |  | Fumbles | Fumbles |
| Année          | Équipe         | Statut         | MJ | Tentées | Réussies | Pct.   | Yards  | TD     | Int.   | Éval.  | Tentées | Yards | Moy.    | TD      | Nb.     | Perdus  |  |         |         |
| 2013           | Florida State  | FR             | 14 | 257     | 384      | 66,9   | 4 057  | 40     | 10     | 184,8  | 88      | 219   | 2,5     | 4       | 0       | 0       |  |         |         |
| 2014           | Florida State  | SO             | 13 | 467     | 305      | 65,3   | 3 907  | 25     | 18     | 145,5  | 57      | 065   | 1,1     | 3       | 0       | 0       |  |         |         |
| Totaux en NCAA | Totaux en NCAA | Totaux en NCAA | 27 | 851     | 562      | 66,0   | 7 964  | 65     | 28     | 163,3  | 145     | 284   | 2,0     | 7       | 0       | 0       |  |         |         |

## Carrière professionnelle en NFL

### NFL Combine
| Taille              | Poids           | Long. bras    | Taille main   | 40 yds dash | 10 yds split | 20 yds split | 20 yds shuttle | 3 cone drill | Dét. Vert.     | Dét. Long.         |
| ------------------- | --------------- | ------------- | ------------- | ----------- | ------------ | ------------ | -------------- | ------------ | -------------- | ------------------ |
| 1,92 m (6 ft 3¾ in) | 105 kg (231 lb) | 81 cm (32 in) | 24 cm (9⅜ in) | 4.97 s      | 1.74 s       | 2.89 s       | 4.36 s         | 7.16 s       | 72 cm (28½ in) | 2,62 m (8 ft 7 in) |

### Draft
Les Buccaneers de Tampa Bay choisissent Winston lors de la draft 2015 de la NFL au tout premier choix global,.
Le 1er mai 2015, Winston signe un contrat de 4 ans pour 23,35 M.$ dont 16,7 M.$ de bonus à la signature avec les Buccaneers.
Une clause du contrat lui interdit de pratiquer un autre sport.

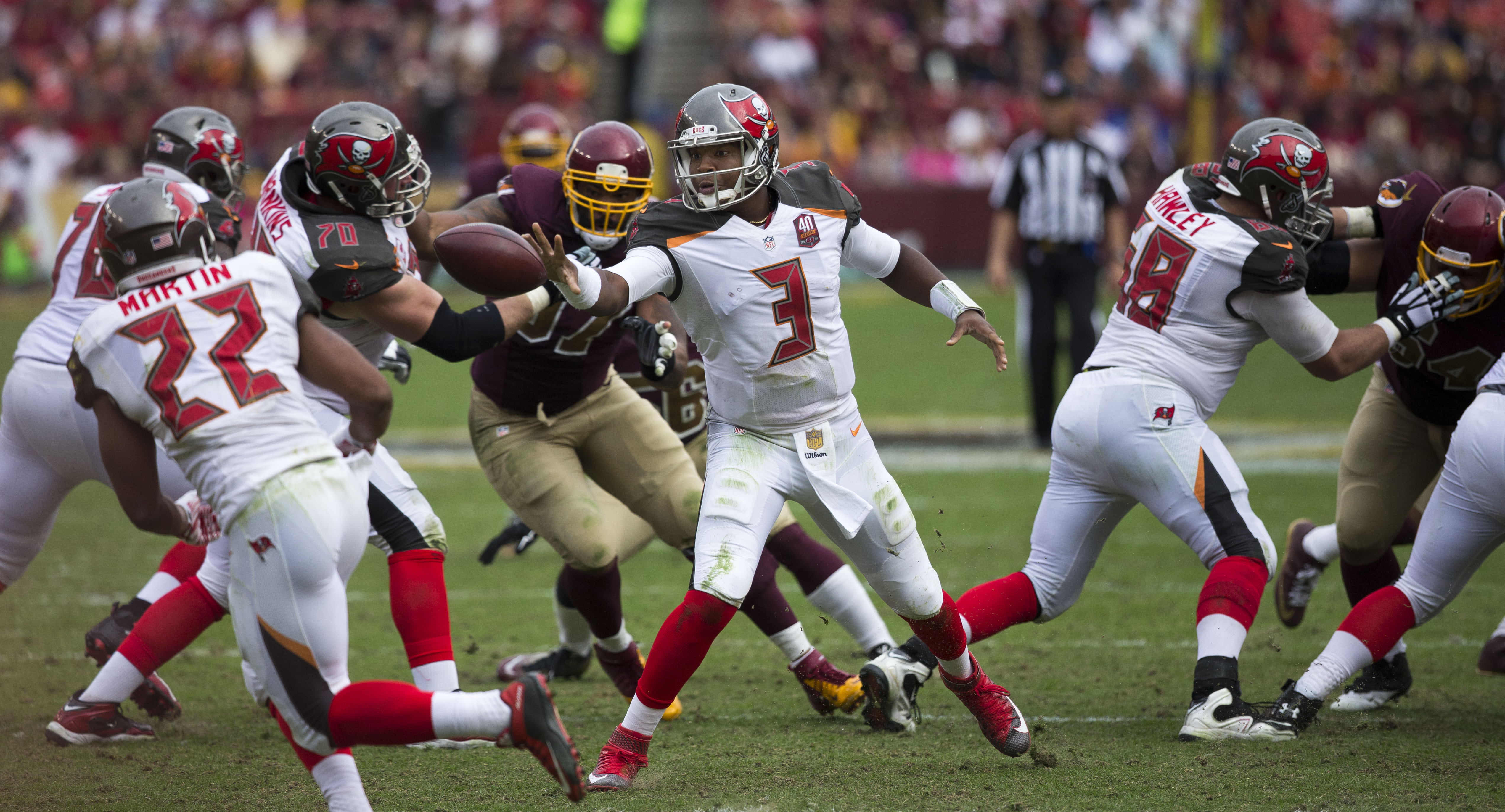
Winston lors de sa campagne rookie contre les Redskins de Washington

### Buccaneers de Tampa Bay

#### 2015
Sa carrière débute difficilement par un match contre les Titans du Tennessee. Sa première passe est interceptée et retournée pour un TD par Coty Sensabaugh. Le premier quarterback débutant (rookie) à qui cette mésaventure était arrivée se nommait Brett Favre (en 1991).
Le 22 novembre 2015 contre les Eagles de Philadelphie, Winston égale un record de rookie NFL (et de la franchise de Tampa Bay) en inscrivant 5 touchdowns à la passe.
Comme quarterback débutant, il établit lors de cette saison, les records de la franchise pour le plus grand nombre de passes tentées, pour le plus grand nombre de passes réussies, le plus grand nombre de yards gagnés à la passe et le plus grand nombre de touchdowns à la passe.
Il termine la saison avec un bilan de 4 042 yards, à 23 yards du record de la franchise détenu par QB Josh Freeman en 2012.
Il devient également le 3e quarterback débutant à dépasser les 4 000 yards sur une saison.
À la suite de la participation de Tom Brady des Patriots de la Nouvelle Angleterre à la finale de conférence AFC, Winston est sélectionné pour participer au Pro Bowl 2016, faisant de lui le premier quarterback débutant de l'histoire de la franchise à y être sélectionné.

#### 2016
Winston commence sa deuxième saison NFL par une victoire 31 à 24 contre les Falcons d'Atlanta au Georgia Dome où il réalise une performance remarquable, réussissant 70% de ses passes pour un gain de 281 yards et quatre touchdowns. Cela lui vaut le titre de meilleur joueur offensif de la 1re semaine dans la NFC,. Après avoir été confrontés au cours des sept semaines suivantes avec les blessures, des jeux inconsistants et divers turnovers offensifs, Winston et les Buccaneers retrouvent une efficacité offensive combinée à une meilleure défense ce qui leur permet de remporter cinq matchs consécutifs. Ils perdent tout espoir de phase finale après les défaites contre les Cowboys et les Saints. Néanmoins, Winston permet à son équipe de terminer la saison avec un bilan positif (9-7, ce qui n'était  plus arrivé depuis six saisons) à la suite du dernier match gagné contre les Panthers au cours duquel il bat les records de sa franchise du plus grand nombre de yards gagnés à la passe et du plus grand nombre de touchdowns inscrits à la passe sur une saison. Il devient également le premier quarterback de l'histoire de la NFL à commencer sa carrière avec deux saisons consécutives à plus de 4 000 yards. En fin de saison, Winston est classé par ses pairs en 57e position du Top 100 des meilleurs joueurs 2017 de la NFL.

#### 2017
Contre les Cardinals de l'Arizona en 6e semaine, Winston quitte le jeu à la suite d'une douleur à son épaule droite. Le lendemain, les examens décèlent une blessure à l'articulation acromio-claviculaire (AC) de l'épaule droite mais il estime qu'il peut continuer à jouer. Lors de la défaite en 9e semaine contre les Saints, Winston doit à nouveau quitter le match pour la même douleur. L'entraîneur principal Dirk Koetter annonce le lendemain que Winston va au moins rater les deux prochains matchs afin de reposer son épaule. Winston doit ensuite payer une amende de 12 154 dollars pour avoir initié avec son équipier Mike Evans,, alors qu'ils étaient sur la touche lors du match contre les Saints, une altercation avec le débutant des Saints Marshon Lattimore. Également lors de ce match, Winston devient le deuxième plus jeune quarterback à atteindre les 10 000 yards gagnés à la passe en carrière (plus vieux de quatre jours que Drew Bledsoe). Il rate les trois matchs suivants et ne reprend qu'en 13e semaine. Les Buccaneers finissent la saison avec un bilan négatif de 5-11, Winston totalisant sur la saison, 3 504 yards et 19 touchdowns inscrits à la passe contre 11 interceptions.

#### 2018
Le 17 avril 2018, les Buccaneers activent l'option de cinquième année du contrat de Winston. Le 21 juin, la NFL annonce qu'il risque une suspension à la suite d'infractions relatives aux règles de conduite (il aurait « peloté » une conductrice Uber). Une suspension de trois semaines est officialisée le 28 juin. Winston retrouve le terrain en 4e semaine contre les Bears mais n'est pas titularisé. Il remplace néanmoins Ryan Fitzpatrick dans le quatrième quart temps et totalise 145 yards et un touchdown à la passe pour deux interceptions (défaite 10 à 48). En 6e semaine lors de la défaite 29 à 34 contre les Falcons, il comptabilise 395 yards pour quatre touchdowns à la passe pour deux interceptions. Contre les Bengals en 8e semaine, il gagne 276 yards et inscrit un touchdown à la passe mais se fait intercepter à quatre reprises ce qui lui vaut d'être remplacé dans le troisième quart temps par Fitzpatrick. Ce dernier reste titulaire mais en 11e semaine contre les Giants, après trois passes interceptées, Winston le remplace en deuxième mi-temps. Il gagne 199 yards, inscrit deux touchdowns, pour une interception mais ne peut éviter la défaite (35 à 35). Deux semaines plus tard lors de la victoire 24 à 17 contre les Panthers, Winston réussit 20 des 30 passes tentées pour un gain de 249 yards et deux touchdowns. Avec 81 touchdowns inscrits à la passe sur sa carrière, il bat le record de la franchise du nombre de touchdowns inscrits à la passe par un Buccaneers. Trois semaines plus tard (défaite 20 à 27 contre les Cowboys), il réussit 34 des 48 passes tentées pour un gain de 336 yards et un touchdown. À cette occasion, il bat le record de la franchise du nombre de passes réussies en carrière qui était détenu par Josh Freeman,. En fin de saison, il totalise 2 992 yards à la passe, 19 touchdowns et 14 interceptions.

#### 2019
L'entraîneur principal Dirk Koetter (en) est remplacé par l'ancien entraîneur principal des Cardinals, Bruce Arians pendant l'inter saison,.
En 1re semaine (défaite 17 à 31 contre les 49ers), Winston bat le record de la franchise du plus grand nombre de yards gagnés à la passe par un quarterback détenu jusqu'alors par Vinny Testaverde. Il termine le match avec 194 yards. à la passe, un touchdown et trois interceptions (dont deux retournées en touchdowns). En troisième semaine lors de la défaite 31 à 32 contre les Giants, Winston gagne 380 yards et inscrit trois touchdowns à la passe malgré une interception. La semaine suivante, Winston gagne 385 yards et inscrit quatre touchdowns à la passe malgré une interception et décroche ainsi la première victoire de la saison pour les Buccaneers sur le score de 55 à 40 face aux Rams. Grâce à sa performance, Winston est désigné meilleur joueur offensif en NFC de la semaine. En 6e semaine lors de la défaite 26 à 37 contre les Panthers au Tottenham Hotspur Stadium de Londres, Winston devient le premier quarterback de l'histoire de sa franchise à inscrire 100 touchdowns en carrière. Il termine le match avec 400 yards, un touchdown, a fumble perdu et un record de carrière négatif avec cinq interceptions. Deux semaines plus tard lors de la défaite 23 à 27 chez les Titans, Winston bat un nouveau record de sa franchise du plus grand nombre de tentatives de passe sur la carrière qui était détenu par Vinny Testaverde mais termine le match avec 301 yards, deux touchdowns, deux interceptions et deux fumbles perdus. En 14e semaine lors de la victoire 38 à 35 contre les Colts, Winston fini le match avec un record en carrière de 456 yards gagnés à la passe, inscrivant six touchdowns dont cinq à la course malgré trois interceptions. En fin de saison, Winston bat le record de la franchise du plus grand nombre de yards gagnés à la passe en une saison qu'il avait lui même établi en 2016, devenant le premier quarterback de l'histoire de la franchise à dépasser les 4 100 yards à la passe sur une saison. En 15e semaine, lors de la victoire 38 à 17 contre les Lions, Winston termine le match une interception, quatre touchdowns et un record en carrière de 458 yards gagnés à la passe, devenant le premier quarterback de l'histoire de la NFL à gagner lors de deux matchs consécutifs plus de 450 yards à la passe. Avec 30 touchdowns inscrits à la passe sur sa saison, il bat le record de la franchise du plus grand nombre de passes de touchdown sur une saison qu'il avait établi en 2016.
Les Buccaneers terminent avec un bilan négatif de 7 victoires pour 9 défaites et ne participent pas à la série éliminatoire. En fin de saison, Winston totalise 33 touchdowns inscrits à la passe, un touchdown inscrit à la course, 30 onterceptions, et cinq fumbles perdus mais surtout 5109 yards gagnés à la passe ce qui lui permet de devenir le 8e quarterback de l'histoire de la NFL à dépasser les 5000 yards sur une saison. Il devient également le premier quarterback de l'histoire de la NFL à inscrire au moins 30 touchdowns tout en ayant concédé 30 interceptions sur une saison. Il termine sa 5e saison NFL en menant la ligue au nombre de yards gagnés à la passe, au nombre de passes réussies, au nombre de tentatives de passe, au nombre de passes interceptées et au nombre de turnover concédés. Les 7e interceptions concédées et retournées en touchdown sur sa saison constituent un record de la NFL et son évaluation QB de 84,3 était la 27e des titulaires de la ligue.
Le 28 février 2020, la franchise annonce que Winston a subi une intervention chirurgicale pour réparer un ménisque déchiré et une intervention de lasik aux yeux . De plus, il a dû composer avec une blessure au genou et un pouce cassé pendant toute la saison 2019. Le contrat de Winston n'est pas reconduit par les Buccaneers pendant l'intersaison, la franchise ayant choisi de le remplacer par le quarterback des Patriots, Tom Brady.

### Saints de La Nouvelle-Orléans

#### 2020
Le 28 avril 2020, Winston signe un contrat d'un an pour un montant de 1,1 million de dollars dont 148 000 dollars de bonus à la signature avec les Saints de La Nouvelle-Orléans où il devient remplaçant du quarterback titulaire Drew Brees,. Il fait sa première entrée au jeu en 9e semaine contre son ancienne équipe des Buccaneers à l'occasion du Sunday Night Football (en) où il gagne 12 yards à la passe (victoire 38 à 3). Il entre au jeu la semaine suivante au cours de la deuxième mi-temps contre les 49ers de San Francisco à la suite d'une blessure aux côtes encourue par Drew Brees. Il réussit 6 des 10 passes tentées pour un gain de 63 yards lors de la victoire des Saints 27 à 13,. Il est testé positif à la Covid-19 et placé en réserve le 30 décembre mais est réactivé quatre jours plus tard.
Lors du match de phase finale joué contre les Buccaneers (tour de division), Winston entre en jeu pour effectuer un jeu « surprise » au terme duquel il inscrit un touchdown de 56 yards à la suite d'une passe lancée et réceptionnée par Tre'Quan Smith, ce qui n'empêche pas les Saints de perdre 20 à 30.

#### 2021
Le 15 mars 2021, Winston signe un nouveau contrat avec les Saint pour une durée d'un an et pour un montant de 12 millions de dollars. le 27 août, il est désigné titulaire au poste de quarterback, Taysom Hill étant désigné remplaçant. Il commence son premier match en tant que titulaire contre les Packers de Green Bay et totalise 147 yards et cinq touchdowns (victoire 38 à 3 des Saints). La semaine suivante, les Saints sont très affaiblis (plusieurs titulaires sont blessés et sept entraîneur sont absents parce que touchés par la Covid-19) et ils perdent 7 à 26 contre les Panthers de la Caroline, Winston ne gagnant que 111 yards sans inscrire de touchdown et étant intercepté à deux reprises. En 5e semaine contre la Washington Football Team, les Saints surmontent deux turnovers rapidement concédés pour finalement gagner le match 33 à 22, Winston gagnant 279 yards et inscrivant 4 touchdowns à la passe malgré une interception et un fumble.
En 8e semaine contre Tampa Bay, Winston réussit 6 des 10 passes tentées pour un gain de 56 yards et un touchdown ainsi que quatre courses pour un gain supplémentaire de 40 yards avant de quitter le jeu au cours du deuxième quart temps à la suite d'une plaquage adverse effectué au niveau de son cou (Horse-collar tackle (en)) par le linebacker Devin White. Il est remplacé par Trevor Siemian qui remporte le match 36 à 27. Le lendemain, les examens médicaux révèlent que Winston a un ligament croisé antérieur déchiré (ACL) ainsi qu'un dommage au ligament collatéral médial (MCL), ce qui met fin à sa saison.

#### 2022
Le 21 mars 2022, Winston signe une prolongation de contrat de deux ans avec les Saints pour un montant de 28 millions de dollars.
Le 18 septembre, il est rapporté que Winston avait subi quatre fractures au dos au cours de la 1re semaine. Il joue cependant les trois premiers matchs avant d'être inactif lors des 4e et 5e semaines. A son retour, il est considéré comme remplaçant du quarterback vétéran Andy Dalton.

#### 2023
Le 14 mars 2023, Winston resigne avec les Saints et devient premier remplaçant de Derek Carr. IL prend part à sept matchs mais ne contribue significativement que lors de deux matchs, inscrivant deux touchdowns à la passe pour trois interceptions sur la saison.

### Browns de Cleveland
Le 20 mars 2024, Winston signe un contrat d'un an avec les Browns de Cleveland.
Dès la 8e semaine, Winston remplace le quarterback titulaire Deshaun Watson blessé pour le reste de la saison à la suite d'une déchirure du tendon d'Achille survenue le 20 octobre 2024. Lors de cette première titularisation, il gagne 334 yards et inscrit trois touchdowns à la passe sans interception, y compris le touchdown décisif à moins d'une minute de la fin du  match, permettant aux Browns de battre 29 à 24 les Ravens. Lors de la défaite 14 à 35 contre les Saints en 11e semaine, Winston gagne 395 yards et inscrit deux touchdowns dont un inscrit à la suite d'une passe de 89 yards à Jerry Jeudy, la plus longue de sa carrière. La semaine suivante contre les Steelers, après avoir inscrit un touhdown de 2 yards permettant à son équipe de mener de 12 points dans des conditions enneigées, Winston commet deux pertes de balle lors du quatrième quart-temps permettant aux Steelers de mener 19 à 18 avant de mener le drive victorieux à moins d'une minute de la fin (24-19).
En 13e semaine contre les Broncos, Winston établi le nouveau record des Browns du plus grand nombre de yards gagnés et de touchdowns inscrits à la passe sur un seul match avec 497 yards et quatre touchdowns. Ses trois interceptions, dont deux retournées en touchdowns, provoquent cependant la défaite des Browns 32 à 41. Après trois interceptions en 15e semaine contre les Chiefs, Winston est remplacé par Dorian Thompson-Robinson (en) vers la fin de la deuxième mi-temps du match perdu 21 à 7. Le 17 décembre, l'entraîneur principal Kevin Stefanski annonce que Thompson-Robinson sera titulaire pour le match de la 16e semaine contre les Bengals. Winston affiche ainsi un bilan de 2 121 yards gagnés à la passe, 13 touchdowns et 12 interceptions. Huit de ses interceptions ont eu lieu lors de ses trois derniers matchs, tous perdus.

### Giants de New York
Le 31 mars 2025, Winston devenu agent libre, signe un contrat de deux ans pour un montant de 8 millions de dollars avec les Giants de New York,.

## Statistiques en NFL
| Année                        | Équipe                        | MJ  |                 | Passes          | Passes          | Passes          | Passes          | Passes          | Passes          | Passes          |                 | Courses         | Courses         | Courses | Courses |     | Sacks  | Sacks |  | Fumbles | Fumbles |
| Année                        | Équipe                        | MJ  | Tentées         | Réussies        | Pct.            | Yards           | TD              | Int.            | Éval.           | Tentées         | Yards           | Moy.            | TD              | Nb.     | Yards   | Nb. | Perdus |       |  |         |         |
| 2015                         | Buccaneers de Tampa Bay       | 16  | 535             | 312             | 58,3            | 4 042           | 22              | 15              | 084,2           | 54              | 213             | 3,9             | 6               | 27      | 190     | 06  | 2      |       |  |         |         |
| 2016                         | Buccaneers de Tampa Bay       | 16  | 567             | 345             | 60,8            | 4 090           | 28              | 18              | 086,1           | 53              | 165             | 3,1             | 1               | 35      | 239     | 10  | 6      |       |  |         |         |
| 2017                         | Buccaneers de Tampa Bay       | 13  | 442             | 282             | 63,8            | 3 504           | 19              | 11              | 092,2           | 33              | 135             | 4,1             | 1               | 33      | 207     | 15  | 7      |       |  |         |         |
| 2018                         | Buccaneers de Tampa Bay       | 11  | 378             | 244             | 64,6            | 2 992           | 19              | 14              | 090,2           | 49              | 281             | 5,7             | 1               | 27      | 157     | 07  | 3      |       |  |         |         |
| 2019                         | Buccaneers de Tampa Bay       | 16  | 626             | 380             | 60,6            | 5 109           | 33              | 30              | 084,3           | 59              | 250             | 4,2             | 1               | 47      | 282     | 12  | 5      |       |  |         |         |
| 2020                         | Saints de La Nouvelle-Orléans | 04  | 011             | 07              | 63,6            | 0 75            | 0               | 0               | 083,5           | 08              | -06             | -0,8            | 0               | 02      | 011     | 0   | 0      |       |  |         |         |
| 2021                         | Saints de La Nouvelle-Orléans | 07  | 161             | 095             | 59,0            | 1 170           | 14              | 03              | 102,8           | 32              | 166             | 5,2             | 1               | 11      | 069     | 02  | 1      |       |  |         |         |
| 2022                         | Saints de La Nouvelle-Orléans | 03  | 115             | 073             | 63,5            | 0 858           | 04              | 05              | 079,5           | 05              | 016             | 3,2             | 0               | 11      | 074     | 03  | 0      |       |  |         |         |
| 2023                         | Saints de La Nouvelle-Orléans | 07  | 047             | 025             | 53,2            | 0 264           | 02              | 03              | 057,4           | 5               | -06             | -1,2            | 0               | 02      | 013     | 0   | 0      |       |  |         |         |
| 2024                         | Browns de Cleveland           | 12  | 296             | 181             | 61,1            | 2 121           | 13              | 12              | 080,6           | 25              | 83              | 3,3             | 1               | 24      | 130     | 05  | 2      |       |  |         |         |
| 2025                         | Giants de New York            | ?   | Saison en cours | Saison en cours | Saison en cours | Saison en cours | Saison en cours | Saison en cours | Saison en cours | Saison en cours | Saison en cours | Saison en cours | Saison en cours | ?       | ?       | ?   | ?      |       |  |         |         |
| Totaux en carrière           | Totaux en carrière            | 105 | 2 882           | 1 944           | 61,2            | 24 225          | 154             | 111             | 86,4            | 323             | 1 297           | 4,0             | 12              | 219     | 1 372   | 60  | 26     |       |  |         |         |
| Totaux à Tampa Bay           | Totaux à Tampa Bay            | 72  | 2 578           | 1 563           | 61,3            | 19 737          | 121             | 88              | 86,9            | 248             | 1 044           | 4,2             | 10              | 169     | 1 075   | 50  | 23     |       |  |         |         |
| Totaux à La Nouvelle-Orléans | Totaux à La Nouvelle-Orléans  | 21  | 0 334           | 0 200           | 59,9            | 02 367          | 020             | 11              | 87,7            | 050             | 0170            | 3,4             | 01              | 026     | 0 167   | 05  | 01     |       |  |         |         |

| Année | Équipe                        | MJ |         | Passes   | Passes | Passes | Passes | Passes | Passes | Passes  |       | Courses | Courses | Courses | Courses |     | Sacks  | Sacks |  | Fumbles | Fumbles |
| Année | Équipe                        | MJ | Tentées | Réussies | Pct.   | Yards  | TD     | Int.   | Éval.  | Tentées | Yards | Moy.    | TD      | Nb.     | Yards   | Nb. | Perdus |       |  |         |         |
| 2020  | Saints de La Nouvelle-Orléans | 1  | 1       | 1        | 100,0  | 56     | 1      | 0      | 158,3  | 0       | 0     | 0,0     | 0       | 0       | 0       | 0   | 0      |       |  |         |         |

## Controverses

### Pistolet à billes
En 2012, Winston et un autre joueur de FSU ont été arrêtés par la police du campus universitaire parcequ'il leur était reproché d'avoir apporté une arme à feu sur le campus et de l'avoir utilisé pour tirer sur des écureuils. Les agents l'ont menotté, mais il fut libéré plus tard lorsqu'il fut prouvé qu'il n'était pas sur le campus au moment des faits et qu'en plus l'arme utilisée n'était en réalité qu'un pistolet tirant des petites billes plastiques. Aucune charge n'a été retenue contre Winston pour cet incident.

### Accusation de viol
Jameis Winston est accusé d'un viol commis le 7 décembre 2012 sur une étudiante de l'Université de Floride. À la suite de la plainte déposée auprès de la police, des hématomes sont découverts sur le corps de la plaignante ainsi que des traces de sperme sur ses sous-vêtement. Malgré ces éléments, il semble que ni la police ni l'université n'ont décidé de mener une enquête digne de ce nom sur Winston. Aucune analyse ADN n'est menée et le joueur n'est pas interrogé. De même, l'existence probable d'une tierce personne (identifiée ultérieurement comme étant Chris Casher, le colocataire de Winston) ayant filmé l'agression n'a pas conduit à une enquête. Faute de preuves, le procureur général décide de ne pas retenir la plainte. Si celle-ci avait été retenue, le joueur aurait été interdit de compétition sportive universitaire au plus tôt jusqu'au terme de l'enquête.
Cette affaire resurgit à la suite d'un article du New York Times qui pointe un grand nombre d'irrégularités dans la non-enquête menée (absence d'analyse ADN de Winston, absence d'interrogatoire, décision de ne pas tenter de se munir de la vidéo censée exister...) ainsi que le conflit d'intérêts existant entre l'Officier de police chargé de l'enquête, Scott Angulo, et l'organisme Seminole Boosters (organisme participant au financement des programmes sportifs de l'Université de Floride). Le quotidien prouve qu'effectivement les millions d'euros générés par le football universitaire viennent renflouer les caisses de cet organisme.
Alors que la police indique que la plaignante n'était pas coopérative et avait décidé d'abandonner la plainte, le témoignage de celle-ci tend au contraire à démontrer que c'est la police qui a cessé de réagir à ses appels et sollicitations ainsi qu'à ceux de ses avocats.
Le New York Times, toujours, évoque aussi le témoignage d'une ancienne compagne du joueur laquelle avait trouvé son comportement étrange, voire agressif, lors de rapports sexuels consentis.
Cette histoire est racontée dans un film documentaire "Terrain de chasse" réalisé en 2015 par Kirby Dick.
L’université de Florida State annonce, le lundi 25 janvier, qu’elle a trouvé un accord avec la plaignante pour que cette dernière abandonne définitivement ses poursuites judiciaires à la suite de l’affaire de viol supposé par Jameis Winston (la jeune femme touche la somme de 250 000 $ et son avocat 700 000 $).

### Vols à l'étalage
En juillet 2013, un employé d'un Burger King a appelé la police pour se plaindre d'un vol de soda commis par Jameis Winston. Selon le rapport de police, Winston est arrivé au restaurant avec trois autres hommes, mais s'est assis sans passer commande. Un employé, qui l'avait reconnu, a constaté que Winston utilisait une tasse à ketchup pour se servir en réalité du soda au distributeur. Après que l'employé lui en ait fait la remarque et demandé de cesser d'agir de la sorte, Winston lui demande un verre d'eau. Par la suite, il utilise à plusieurs reprises ce verre pour se servir en soda malgré les objections du personnel. Selon le rapport de police, Winston ne sera jamais entendu sur ces faits parce que le restaurant a refusé de déposer plainte.
Le 29 avril 2014, Winston est cité devant la justice pour adultes à la suite d'un vol à l'étalage de pattes de crabe dans un magasin Publix de Tallahassee. Pour ce fait, Winston est condamné à 20 heures de travaux d'intérêt général et suspendu de toute activité de baseball au sein de l'université jusqu'à ce qu'il ait terminé sa peine.

### Vulgarités
Le 17 septembre 2014, le président de l’université Florida State, Garnett Stookes, et son directeur athlétique, Stan Wilcox, ont annoncé que Jameis Winston, serait suspendu lors du prochain match des Seminoles face à Clemson à la suite des déclarations obscènes que le quarterback vedette a faites lors d’une réunion d’étudiant.
Le 15 septembre 2014, Jameis Winston serait monté sur une table pendant cette réunion en criant « Fuck her right in the pussy », imitant le protagoniste d’une célèbre vidéo de Youtube,.
Le président et le directeur athlétique ont condamné ces propos les qualifiant de « vulgaires et offensants ». Les deux représentants de l’université de Florida State ont également indiqué que Jameis Winston serait puni en interne. QB Jameis Winston avait initialement été suspendu pour la 1re mi-temps, puis, sous la pression médiatique, la suspension a été prolongée pour l’intégralité du match.

### Suspicion d'attouchements en 2017
Le 17 novembre 2017, la NFL annonce qu'elle a initié une enquête concernant une suspicion d'attouchements commis par Winston en 2016 envers une conductrice Uber ,. Deux jours plus tard, il est révélé que Ronald Darby (ayant également été joueur de Florida State), était également à bord du véhicule dans lequel a eu lieu l'incident. Interrogé, Darby a défendu Winston et contesté les accusations émises. Cependant, l'enquête a pu prouver que Winston avait prolongé seul le trajet dans le véhicule Uber, ce qui concordait avec les déclarations de la plaignante. L'enquête en a conclu que Winston avait enfreint les règles en touchant la conductrice sans son consentement d'une manière inappropriée (à connotation sexuelle). Le 21 juin 2018, la ligue annonce qu'elle suspend Winston pour les trois premiers matchs de la saison 2018 en raison de son implication dans cet incident,